# Laufzeitdiagramm
Laufzeitdiagramm ist in der Seismik und Seismologie die grafische Darstellung der Ausbreitung seismischer Wellen, genauer der zurückgelegten Entfernung (Laufweg) seismischer Wellenzüge, mit der Zeit. Üblicherweise wird dabei die Entfernung auf der x-Achse und die Zeit auf der y-Achse aufgetragen. 
Das zugrunde liegende Prinzip ist die Zeitdauer, die eine seismische Welle benötigt, um eine bestimmte Entfernung zurückzulegen. Die Darstellung repräsentiert eine lineare Kette von Seismometern, die das seismische Signal mit zunehmendem Abstand vom Quellort (z. B. Erdbeben, Sprengung, Hammerschlag) aufzeichnen. Da sich seismische Wellen unterschiedlich im Untergrund ausbreiten, erreichen verschiedene Phasen das Messinstrument zu unterschiedlichen Zeiten. Die Beziehung von Entfernung und Zeit einer einzelnen Phase wird als Laufzeitkurve (oder auch Laufzeitast) bezeichnet. Sie erlaubt Rückschlüsse über das Geschwindigkeitsprofil des Untergrundes. Die Laufzeitkurven verschiedener Phasen bilden in ihrer Gesamtheit das Laufzeitdiagramm.

## In der Seismik

Schematisches Laufzeitdiagramm verschiedener seismischer Wellen mit den dazugehörigen Strahlwegen

In der Seismik wird das Laufzeitdiagramm zur Untersuchung der Verteilung seismischer Geschwindigkeiten unter der Erdoberfläche benutzt. In der Abbildung sind die schematischen Strahlwege (unten) und die dazugehörigen Laufzeitkurven farblich getrennt für einen 2-Schicht-Fall dargestellt (die obere Schicht hat dabei die Mächtigkeit {\displaystyle z_{0}} [in der Abb.: d] und die Geschwindigkeit {\displaystyle v_{0}} [in der Abb.: {\displaystyle v_{1}}]; die darunterliegende Schicht hat die Geschwindigkeit {\displaystyle v_{1}>v_{0}} [in der Abb.: {\displaystyle v_{2}>v_{1}}]):
- Direkte Welle (rot): Die direkte Welle breitet sich auf dem kürzesten Weg von der Quelle zum Empfänger aus und macht daher bei geringem Offset die Ersteinsätze aus. Die Steigung der Geraden im Laufzeitdiagramm gibt den Kehrwert {\displaystyle 1/v_{0}} [in der Abb.: {\displaystyle 1/v_{1}}] der Ausbreitungsgeschwindigkeit an.
- Kopfwelle (blau): Die Kopfwelle ist eine refraktierte Welle, die unter dem kritischen Winkel auf die Grenze zur zweiten Schicht auftrifft, sich entlang der Schichtgrenze mit der höheren Geschwindigkeit {\displaystyle v_{1}} der unteren Schicht ausbreitet und ständig Energie zurück an die Oberfläche abstrahlt. Entsprechend ihrer höheren Ausbreitungsgeschwindigkeit (die Steigungen geben die Kehrwerte an: {\displaystyle 1/v_{1}<1/v_{0}} [in der Abb.: {\displaystyle 1/v_{2}<1/v_{1}}]) überholt die Kopfwelle die direkte Welle ab der Knickpunktentfernung {\displaystyle X^{'}}und bildet als zweite Gerade die Ersteinsätze aus. Da die Kopfwelle erst ab dem Erreichen des kritischen Winkels existiert, kann sie erst ab der kritischen Entfernung {\displaystyle X_{c}} an der Signalquelle registriert werden.
- Oberflächenwelle (grün): Oberflächenwellen sind allgemein langsamer als Raumwellen (darunter fallen alle anderen hier genannten Wellen), stellen aber wie die direkte Welle eine Laufzeitgerade dar und beginnen am Nullpunkt.
- Reflektierte Welle (schwarz): Reflektierte Wellen sind alle Wellen, die nicht im kritischen Winkel auf die Grenzschicht treffen, sondern durch Reflexion an die Oberfläche zurückkehren. Ihre Laufzeitkurve prägt sich als Hyperbel aus. Man unterscheidet:
  - die unterkritische oder Steilwinkelreflexion, wenn die Welle unter dem kritischen Winkel reflektiert wird und somit vor dem kritischen Punkt die Oberfläche erreicht
  - die überkritische oder Weitwinkelreflexion, die mit überkritischem Winkel reflektiert wird und nach dem kritischen Punkt die Oberfläche erreicht.

## In der Seismologie

Einige verschiedene Phasen seismischer Wellen, die das Erdinnere durchlaufen und zu verschiedenen Zeiten einen Messort erreichen

In der Seismologie werden ebenfalls Laufzeitdiagramme benutzt, die auf demselben Prinzip beruhen, allerdings mit weitaus größerer Entfernungsskala; die Auslöser der Wellen sind hier nämlich Erdbeben mit entsprechend hoher Energie und weiter Wellenausbreitung.
Üblicherweise werden bei seismologischen Laufzeitkurven die Entfernungen als Winkel (in Grad) angegeben, um der Krümmung der Erdoberfläche und sonstiger Grenzschichten Rechnung zu tragen. Der Winkel wird gemessen zwischen den Verbindungslinien
- Quellort (Hypozentrum) – Erdmittelpunkt sowie
- Messstation – Erdmittelpunkt.

Wie in der Seismik hängt die Form der einzelnen Laufzeitäste wiederum von der Geschwindigkeitsstruktur im Erdinneren ab. Die registrierten seismischen Phasen lassen Rückschlüsse auf den globalen Aufbau des Erdinneren zu, indem Messpunkte von Aufzeichnungen aus mittlerweile einigen Jahrzehnten zusammengetragen werden. Daraus wurden die heute gültigen gemittelten Geschwindigkeitsmodelle für das Erdinnere abgeleitet, z. B. PREM oder IASP91.